# Le Facteur ascension
Pour les articles homonymes, voir Ascension.
Le Facteur ascension (titre original : The Ascension Factor) est un roman écrit par Bill Ransom en 1988 avec quelques participations de Frank Herbert. C'est le quatrième et dernier tome du cycle Programme conscience débuté en 1966 par Destination vide.
Les trois autres tomes du cycle furent écrits par Bill Ransom avec la participation de Frank Herbert. D'ailleurs, le copyright est aux noms de « Theresa Shackelford, Dell R. Call & Bill Ransom ».